# Luka (Nevesinje, BiH)
Luka je naseljeno mjesto u općini Nevesinje, Republika Srpska, BiH.

## Povijest
U Luci je postojala katolička zajednica. Drugi svjetski rat bio je vrlo tegobno razdoblje za Hrvate nevesinjskog kraja. Mnogi su otišli, već 1941. planištarima je opao broj, a kobne 1942. slijedi krvavo opadanje i propadanje. Već od siječnja četnički pohodi okrvavili su Neretvu, u koje su četnici u prvom pohodu bacali ljude, žene i djecu, ubijene i žive koje su onda s obale puškom gađali. Preživjele su spasili muslimani kroz čija ih je sela Neretva nosila. Zbog višekratnog četničkoga koljačkog pohoda nevesinjska župa izgubila je oko 300 članova. Poslije drugog svjetskog rata nestali su katolici iz Luke.

## Stanovništvo

### Popisi 1961. – 1991.
| Luka          |              |              |              |              |
| godina popisa | 1991.        | 1981.        | 1971.        | 1961.        |
| Srbi          | 108 (55,67%) | 136 (51,91%) | 198 (63,46%) | 214 (62,21%) |
| Muslimani     | 86 (44,33%)  | 125 (47,71%) | 113 (36,22%) | 101 (29,36%) |
| Hrvati        | 0            | 0            | 0            | 29 (8,43%)   |
| Crnogorci     | 0            | 1 (0,38%)    | 1 (0,32%)    | 0            |
| ukupno        | 194          | 262          | 312          | 344          |

### Popis 2013.
| Luka               |             |
| godina popisa      | 2013.       |
| Srbi               | 60 (93,75%) |
| Bošnjaci           | 4 (6,25%)   |
| Hrvati             | 0           |
| ostali i nepoznato | 0           |
| ukupno             | 64          |

## Religija
U Luci se nalazi katoličko groblje.
Uz Luku je nekropola stećaka.

## Poznate osobe
Hrvatski književnik Miljenko Marić u Luci je pohađao pučku školu.

## Vanjske poveznice
- Župa Uznesenja BDM, Nevesinje Svi Sveti 2009. - Lukat: Katoličko groblje u selu Luka u Nevesinjskom polju